# 록히드 마틴
록히드 마틴(Lockheed Martin Corporation)은 1995년에 록히드와 마틴 마리에타의 합병으로 설립된 세계 최고의 항공우주 · 방위산업체이다. 항공우주기술 부문이 주력 사업이며, F-35 전투기로 대표되는 군용기 사업 외에도 육해공, 해병대, 우주, 사이버의 모든 군사무기, 기술 등을 제공한다. 또한 행성, 소행성, 달 등의 우주 탐사도 지원하고 있다. 미국 메릴랜드 베세즈다에 본사가 있고, 전 세계에 114,000 명의 록히드 마틴 팀이 있다. 제임스 테이클레가 현재 최고경영자(CEO)이다.
록히드 마틴은 매출액 기준 2020년 세계 최대의 군사기업으로 꼽혔다. 록히드 마틴의  매출의 95%는 미국 국방부, 다른 미국 연방기관, 외국의 군수품 고객들(대부분 정부)로부터 나왔다.
2013년 차세대 3군 통합 전투기 사업(Joint Strike Fighter)으로 선정된 F-35 라이트닝 II의 주계약자로서 개발을 진행 중이다. 대한민국의 3차 FX에 F-35A버전을 제안하였으며 대한민국은 F-35A기종을 선택했다. 조지아주 Marietta 소재에 Lockheed Martin Aeronautics 제작공장이 있다.

## 같이 보기
- 군수산업
- 군산 복합체